# John Cheruiyot Korir
John Cheruiyot Korir (né le 13 décembre 1981) est un athlète kényan, spécialiste des courses de fond. 

## Biographie
Finaliste sur 10 000 mètres lors des Jeux olympiques de 2000 et 2004, et des championnats du monde 2001 et 2003, il décroche la médaille d'argent des championnats d'Afrique de 2002, à Tunis, derrière son compatriote Paul Malakwen Kosgei.
Il obtient plusieurs places d'honneur lors des championnats du monde de cross et des championnats du monde de semi-marathon.

## Palmarès
| Date | Compétition                            | Lieu          | Résultat | Épreuve           | Temps          |
| ---- | -------------------------------------- | ------------- | -------- | ----------------- | -------------- |
| 2000 | Championnats du monde de cross         | Vilamoura     | 3e       | Individuel junior |                |
| 2000 | Jeux olympiques                        | Sydney        | 5e       | 10 000 m          | 27 min 24 s 75 |
| 2001 | Championnats du monde de cross         | Ostende       | 28e      | Course longue     |                |
| 2001 | Championnats du monde                  | Edmonton      | 8e       | 10 000 m          | 27 min 58 s 06 |
| 2002 | Jeux du Commonwealth                   | Manchester    | 4e       | 10 000 m          | 27 min 45 s 83 |
| 2002 | Championnats d'Afrique                 | Tunis         | 2e       | 10 000 m          | 28 min 45 s 23 |
| 2003 | Championnats du monde de cross         | Lausanne      | 6e       | Course longue     |                |
| 2003 | Championnats du monde                  | Paris         | 5e       | 10 000 m          | 27 min 19 s 94 |
| 2003 | Championnats du monde de semi-marathon | Vilamoura     | 4e       | Semi-marathon     | 1 h 1 min 02 s |
| 2004 | Championnats du monde de cross         | Bruxelles     | 11e      | Course longue     |                |
| 2004 | Jeux olympiques                        | Athènes       | 6e       | 10 000 m          | 27 min 41 s 91 |
| 2004 | Championnats du monde de semi-marathon | New Delhi     | 4e       | Semi-marathon     | 1 min 02 s 38  |
| 2005 | Championnats du monde de cross         | Saint-Galmier | 9e       | Course longue     |                |
| 2006 | Championnats d'Afrique                 | Bambous       | 4e       | 10 000 m          | 28 min 10 s 83 |
| 2007 | Jeux mondiaux militaires               | Hyderabad     | 1er      | 10 000 m          | 28 min 13 s 52 |
| 2008 | Championnats d'Afrique                 | Addis-Abeba   | 4e       | 10 000 m          | 29 min 07 s 33 |

## Records
| Épreuve  | Marque         | Lieu      | Date         |
| -------- | -------------- | --------- | ------------ |
| 10 000 m | 26 min 52 s 87 | Bruxelles | 30 août 2002 |